# Hombre trans

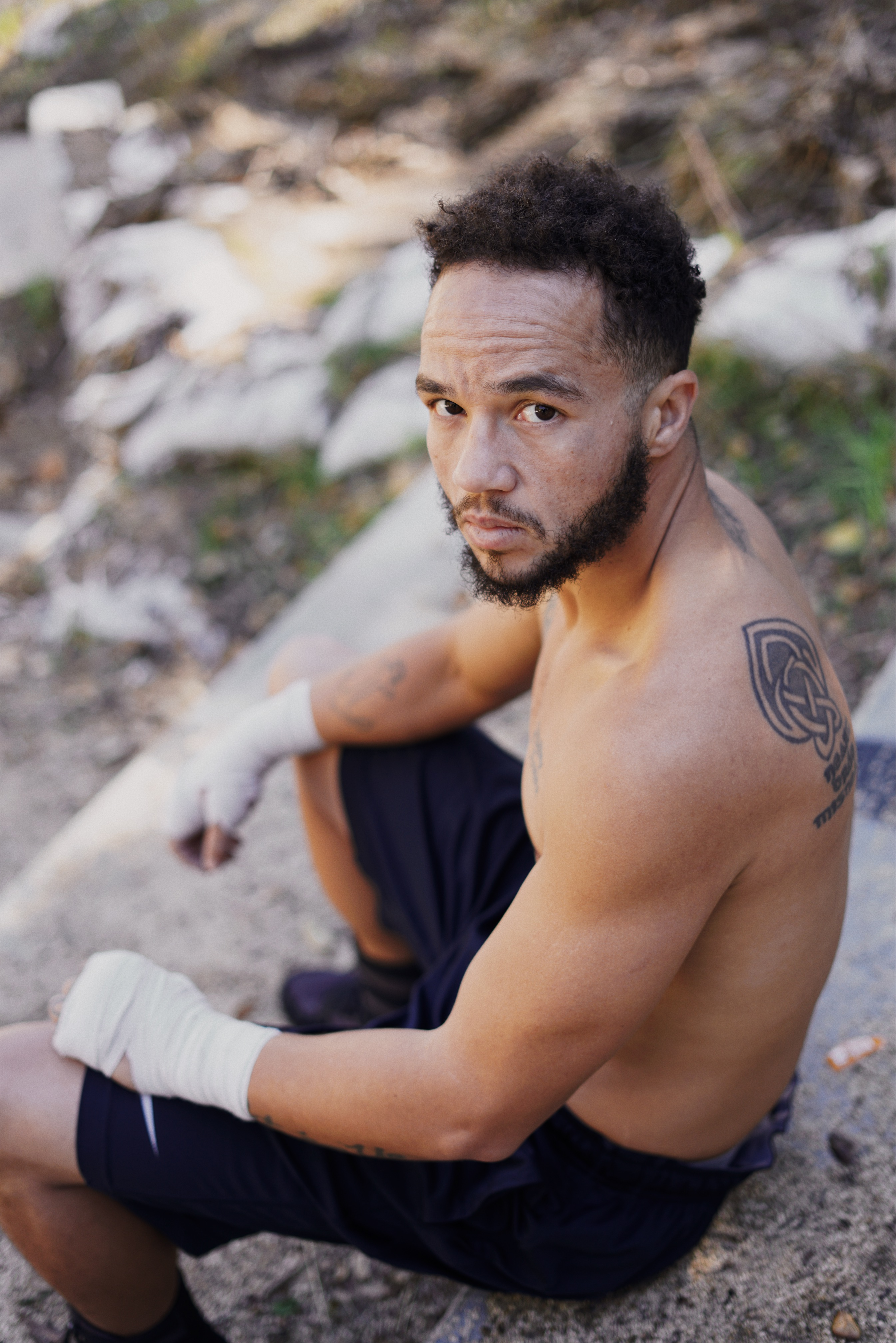
Patricio Manuel, boxeador profesional. En 2018, se convirtió en el primer boxeador transgénero en la historia de los Estados Unidos en tener una pelea profesional.

Hombre trans es un término que engloba a las personas que al nacer fueron asignadas al sexo femenino, pero cuya identidad de género es masculina.
En general, los hombres trans pueden —o no— llevar a cabo un proceso de transición amplio para que sus características sean consistentes con su identidad de género, transición que puede —o no— incluir tratamientos médicos hormonales y/o quirúrgicos para cambiar sus características anatómicas y/o cambios en sus características sociales y/o legales, como el cambio de nombre o del marcador de género en sus documentos de identidad.
Los términos «hombre transexual» y «transexual masculino» fueron usados a veces para referirse indistintamente tanto a los hombres transexuales, como a los hombres transgénero, pero se considera que no deberían usarse de esta forma ya que no son términos intercambiables y cada uno tiene sus particularidades propias.

## Terminología

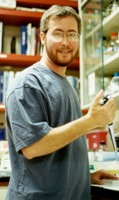
Ben Barres (1954-2017). Doctor en Neurobiología del University College de Londres.

### Hombre transexual
«Hombre transexual» o «Transexual masculino» son términos tomados del léxico médico que se refieren a un hombre —asignado al sexo femenino al nacer— quien decide someterse a tratamientos hormonales y/o a diferentes procedimientos quirúrgicos para adquirir las características sexuales secundarias asociadas de forma estereotípica al sexo masculino, tales como la barba, la manzana de adán pronunciada o la voz grave, entre otras. También es un término que se utiliza para designar a quienes ya han pasado por cirugías de reasignación genital o para quienes consideran la realización de estas cirugías como fundamentales dentro de su proceso de transición. El uso del término «trans» es el más extendido en la actualidad debido a que la utilización del término «transexual» es considerado patologizante por la asociación a su pasado como término de diagnóstico psiquiátrico.

### Hombre transgénero
«Hombre transgénero» es un término que se refiere a una persona —asignada al sexo femenino al nacer— que no necesariamente se somete a realizar una transición médica o quirúrgica para identificarse plenamente a sí mismo como hombre a pesar de sentir una disonancia entre su identidad de género y el sexo que se le asignó al nacer. No todos los hombres transgénero tienen la misma idea de lo que significa “ser hombre” y por esto cada uno se siente cómodo en distintos estadios de su transición. Esto quiere decir que no todos los hombres transgénero quieren tener una cirugía de reasignación genital, ni todos quieren tomar hormonas.

### FTM
La expresión FtM (Female to Male, de mujer a varón) es usada alguna veces en la internet como etiqueta para señalar contenidos relacionados con hombres trans. Sin embargo, el uso de esta etiqueta es problemático debido a que algunos hombres trans han expresado que no aceptan esta expresión argumentando que ellos han sido siempre varones, autodenominándose MtM (Male to Male, o de varón a varón).

## Salud de los hombres trans
Los tratamientos y procedimientos forzados, coercitivos o involuntarios pueden causar dolor y sufrimiento físico y mental, de forma severa y de por vida, y pueden violar el derecho a estar libre de tortura y de otros tratos o penas crueles, inhumanos o degradantes.
OEA, Oficina de Prensa y Comunicación de la CIDH (12 de mayo de 2016).

Es importante mencionar que, desde el año 2018, la Organización Mundial de la Salud ha quitado a la transexualidad de la lista de enfermedades mentales en sus manuales por lo tanto las identidades trans ya no son consideradas enfermedades de ningún tipo, sino una característica que debe ser atendida por los sistemas de asistencia sanitaria, sin mediar un diagnóstico de salud mental. Aún a comienzos de la segunda década del siglo XXI, las categorías médicas relacionadas con la identidad y la expresión de género son utilizadas para discriminar a los hombres trans y justificar tratamientos médicos abusivos, como evaluaciones psiquiátricas de manera forzada, esterilizaciones, tratamientos hormonales y cirugías no consentidas. Estos tratamientos médicos abusivos incluyen las llamadas “terapias de conversión” basadas en la identidad de género, las cuales son especialmente perjudiciales en niños y adolescentes. Estos intentos por cambiar la identidad de género de los hombres trans, son violaciones a los derechos humanos y les causan graves traumas.
El empleo de categorías médicas relacionadas con la identidad y la expresión de género —a veces de forma patologizante y estigmatizante—, así como el sometimiento a diagnóstico médico —que implica el visto bueno de un médico psiquiatra—, también resulta en la creación de barreras de acceso a transformaciones corporales seguras para los hombres trans. Esto ha conducido a muertes prematuras y prevenibles, como resultado de procedimientos a los que algunos hombres trans se someten tratando de aliviar la sensación de disforia y que son llevados a cabo sin una adecuada supervisión médica o son procedimientos inseguros.

### Disforia de género
Según el Manual Estadístico de Diagnósticos de Trastornos Mentales conocido como DSM-5, la disforia de género puede ser diagnosticada en personas que experimentan una incongruencia de género intensa y persistente. Algunos sostienen que el diagnóstico patologiza inapropiadamente la incongruencia de género y debería ser eliminado. Otros sostienen que es indispensable mantener el diagnóstico para garantizar el acceso a la atención.
American Psychological Association (Asociación Estadounidense de Psiquiatría), APA.

Al igual que le sucede a las mujeres trans y a las personas no binarias, los hombres trans pueden experimentar disforia de género, que se manifiesta como un profundo malestar y angustia debido a la incongruencia entre su identidad de género y el género que les es asignado socialmente. Para contrarrestar la inconformidad producida por la disforia, algunos hombres trans eligen llevar a cabo prácticas de fácil acceso, como ejercicios de masculinización de la voz, binding o terapia hormonal así como sometiéndose a cirugías de reasignación de sexo. Estos cambios no se realizan tratándose de forma estandarizada como un proceso con comienzo y final, sino que son procesos electivos que varían de individuo a individuo.

Si ha ocurrido la pubertad del sexo asignado al nacer, el cambio corporal completo es difícil. Por ejemplo, la configuración de la cadera más amplia en las personas transexuales FTM, en comparación con los hombres genéticos, no cambiarán con el tratamiento hormonal con testosterona.
Adauy A., Sandoval J., Ríos R., Cartes A., Salinas H.

### Terapia de reemplazo hormonal
La terapia de reemplazo hormonal en los hombres trans consiste en el uso de testosterona sintética para lograr la reducción de los niveles de los estrógenos que produce el cuerpo y el aumento de los niveles de testosterona hasta alcanzar los mismos niveles de testosterona del rango fisiológico promedio de hombres cisgénero. El principal objetivo de esta terapia es obtener los caracteres sexuales secundarios de género deseado, para así permitir la sensación de concordancia entre el sexo biológico y la identidad de género de la persona. 

La terapia de reemplazo hormonal con testosterona tiene efectos sistémicos y genera "cambios como aumento de la masa muscular y disminución de la masa grasa, aumento del vello facial, acné, alopecia androgénica, aumento de la libido, profundización de la voz, atrofia del epitelio vaginal, clitoromegalia e infertilidad temporal o permanente.
Sierra Osorio A. M., Rivera M. A., Tovar H.

La terapia de reemplazo hormonal en los hombres trans tiene los mismos riesgos asociados con la terapia de reemplazo hormonal en hombres no transgénero. Y, aunque la terapia con testosterona se considera segura, el uso de dosis altas puede llegar a tener efectos adversos a largo plazo, por lo que es necesario realizar mediciones periódicas de niveles hormonales, monitoreo del peso y la presión arterial, entre otros, para así evitar las complicaciones derivadas de la terapia. Se recomienda también hacer exámenes para la detección de osteoporosis, en especial en aquellos que dejan de recibir tratamiento con testosterona, que no cumplen con la terapia hormonal o que desarrollen riesgos de pérdida ósea.

### Terapias quirúrgicas
Se les llama cirugías de masculinización al conjunto de intervenciones quirúrgicas a las que pueden someterse los hombres trans para promover la concordancia entre sus cuerpos y su identidad de género. Incluyen diversos procedimientos que pueden ir desde la mastectomía bilateral con reconstrucción del pecho masculino o la liposucción de partes específicas del cuerpo, a alguna de las diferentes cirugías de reasignación de sexo como la metoidioplastia, la faloplastia o la escrotoplastia. Todas estas cirugías, por lo general, se postponen hasta la edad adulta y, aunque las exigencias varían de país a país, en general para que un hombre trans pueda acceder a una de estas cirugías se le pide un diagnóstico psiquiátrico previo de disforia de género bien documentada y persistente, el haber vivido públicamente como hombre por un periodo mínimo de un año y el estar en terapia de reemplazo hormonal por un periodo determinado que puede variar de uno a dos años. El acceso a las terapias quirúrgicas se ve limitado tanto por sus altos costos financieros, como por sus riesgos en algunos hombres trans con antecedentes específicos, como es el caso de aquellos con historial de trombosis venosa profunda.

### Salud reproductiva

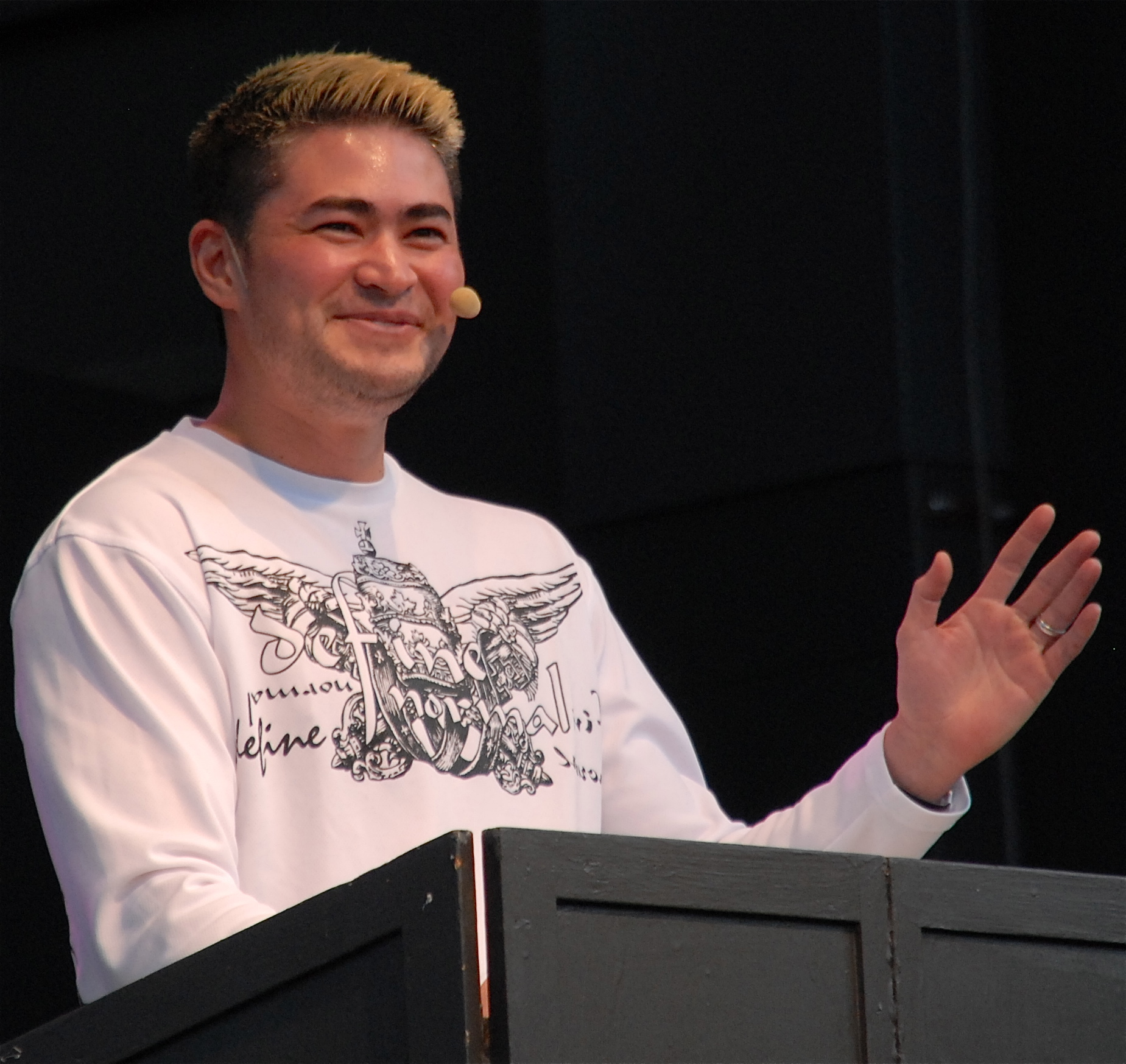
Thomas Beatie. USA, Honolulu. Escritor y activista por los derechos de las personas transgénero. En 2008 se convirtió en el primer hombre trans post terapia de reemplazo hormonal en dar a luz.

Los hombres trans pueden tener hijos biológicos, tanto previo a las terapias médicas o quirúrgicas, como después de estas, dependiendo de las características individuales de cada proceso. En el caso de quienes deciden tener hijos biológicos posterior a la realización de terapias médicas o quirúrgicas hay dos escenarios posibles: Primero, aquellos hombres trans que se sometieron a procesos de esterilización como parte de su tránsito pero que antes de este proceso conservaron óvulos y/o embriones congelados con criogenia. Segundo, aquellos hombres trans que conservan su útero y ovarios intactos y, a pesar de haber tenido terapia de reemplazo hormonal con testosterona, pueden quedar en embarazo, llevar una gestación a término y dar a luz.
En el año 2008, Thomas Beatie se convirtió en el primer hombre trans post terapia de reemplazo hormonal en dar a luz, del que se tenga noticia. Beatie, quien se sometió a terapia de reemplazo hormonal en 2002, fue conocido como “El hombre embarazado”, tras tener un embarazo a través de inseminación artificial en 2007. Beatie tomó la decisión de gestar a su hijo debido a la infertilidad de su esposa Nancy, gestación que fue posible gracias a la técnica de inseminación artificial con esperma de un donate.

## Situación legal de los hombres trans a nivel global
El derecho internacional de los derechos humanos establece las obligaciones jurídicas de los Estados para que todas las personas, sin distinción, puedan ejercer los derechos humanos. La orientación sexual, la identidad de género y los caracteres sexuales son una condición de la persona, como la raza, el sexo, el color de la piel o la religión. Los expertos en derechos humanos de las Naciones Unidas han confirmado que el derecho internacional prohíbe la discriminación por motivos de orientación sexual, identidad de género o caracteres sexuales.
Oficina del Alto Comisionado de las Naciones Unidas para los Derechos Humanos.

Debido a su identidad de género, los hombres trans —al igual que las demás personas que componen la población LGBT— históricamente han sido víctimas de violencia, discriminación, exclusión, estigmatización y prejuicios en todas las regiones del mundo. Más allá del reconocimiento general de sus derechos humanos fundamentales, la situación legal de los hombres trans varía entre Estados, pero es una constante que les sea negado el goze pleno de sus derechos, como el derecho a la igualdad, a la libertad y a la integridad física, a las libertades de asociación y de expresión, se les restringen sus derechos a la vida privada, al trabajo, a la educación y a la atención médica, e incluso el derecho a la vida. Estas experiencias se ven agravadas, tanto por otras formas de discriminación (como la basada en la raza, la edad, la religión, la discapacidad, el estado de salud y la posición económica), como por el hecho de que este tipo de tratos menoscaban la integridad y dignidad de las víctimas y pueden debilitar su sentido de estima personal y de pertenencia a su comunidad; lo que finalmente conduce a muchos a ocultar o suprimir su identidad y a vivir en el temor y la invisibilidad.

La situación relativa a los derechos humanos de las personas que son lesbianas, gays, bisexuales, transgénero (LGBT) e intersex sigue suponiendo una gran preocupación en todo el mundo con continuas violaciones graves y generalizadas perpetradas contra individuos por motivos de orientación sexual, identidad de género y caracteres sexuales. Demasiado a menudo estas violaciones quedan impunes, incluidos asesinatos, ataques violentos, torturas, detenciones arbitrarias, negación de los derechos de reunión y expresión, y discriminación para acceder a la salud, la educación, el empleo y la vivienda.
Oficina del Alto Comisionado de las Naciones Unidas para los Derechos Humanos.

Los derechos reproductivos de los hombres trans son uno de los asuntos relevantes, ya que la esterilización obligatoria sigue siendo un requisito para reconocer legalmente a una persona como transexual en algunos países del mundo y es exigido como paso previo al sometimiento a cirugías de reasignación. Por ejemplo, para el año 2017, en países de la Unión Europea como Bélgica, Bulgaria, Chipre, República Checa, Finlandia, Grecia, Letonia, Lituania, Luxemburgo, Rumania, Eslovaquia y Eslovenia, se incluía la esterilización obligatoria. Otro ejemplo importante es Japón, donde desde el año 2004 —y aún en 2019— la legislación japonesa obliga, como condición para que su identidad de género sea reconocida legalmente, a que los hombres trans sean solteros, no tengan hijos menores de 20 años, se sometan a evaluación y diagnóstico psiquiátrico y, finalmente, se esterilicen. Esta legislación ha sido denunciada por organizaciones defensoras de los derechos humanos como Human Rights Watch, quienes advierten que esta práctica es violatoria de los derechos humanos y va en contra de los estándares médicos internacionales.

La patologización de adultos, niñas y niños LGBT, es decir, etiquetarlas como enfermas con base en su orientación sexual, identidad de género o expresión de género, ha sido históricamente, y continúa siendo, una de las causas principales de las violaciones de derechos humanos que enfrentan. También es un obstáculo para poder superar las actitudes y estereotipos negativos, así como las múltiples barreras que enfrentan las personas LGBT cuando tratan de ejercer sus derechos más fundamentales.
OEA, Oficina de Prensa y Comunicación de la CIDH (12 de mayo de 2016)

En países como Colombia, aún en 2020, el sistema de salud sigue exigiendo un certificado psiquiátrico para que los hombres trans puedan acceder a tratamientos médicos o quirúrgicos, a pesar de los pronunciamientos en 2018 de la Organización Mundial de la Salud que elimina la transexualidad de la lista de enfermedades mentales, creando con ello barreras de acceso al derecho a la salud.
Por otro lado, existen países más garantistas de los derechos de los hombres trans, como lo es Argentina después de la promulgación de la Ley de Identidad de Género en 2012. Según la ley Argentina, "todas las personas tienen derecho al acceso a intervenciones quirúrgicas y/o tratamientos hormonales para adecuar su cuerpo a su identidad autopercibida, sin necesidad de requerir autorización judicial. Estos procedimientos están incluidos en el Plan Médico Obligatorio (PMO) y poseen cobertura gratuita del sistema público de salud, de la seguridad social y del ámbito privado."

## Hombres trans y orientación sexual
La identidad de los hombres trans es un tipo de identidad de género, y no tiene que ver con la orientación sexual. Los hombres trans pueden tener una orientación heterosexual, homosexual, bisexual, pansexual o asexual.

### En español
- Campaña de las Naciones Unidas Libres e Iguales
- Organización Panamericana de la Salud. Por la Salud de las Personas Trans: Elementos para el desarrollo de la atención integral de personas trans y sus comunidades en Latinoamérica y el Caribe
- Red Centroamericana del Caribe de Hombres Trans+
- Liberarte - Hombres trans para dummies
- Federación Estatal de Lesbianas, Gays, Trans y Bisexuales - España
- Asociación El hombre transexual - España Archivado el 21 de octubre de 2020 en Wayback Machine.

### En inglés
- FTM International
- FTM Australia
- Transgender Law Center
- FTM Alliance
- FTM London
- Lou Sullivan Society
- The Gender Centre

- Datos: Q2449503
- Multimedia: Transgender men / Q2449503